# Рандолф (Минесота)
Рандолф (енгл. Randolph) град је у америчкој савезној држави Минесота.

## Демографија
По попису из 2010. године број становника је 436, што је 118 (37,1%) становника више него 2000. године.
| Група             | 2000.       | 2010.       |
| Белци             | 310 (97,5%) | 421 (96,6%) |
| Афроамериканци    | 0 (0,0%)    | 0 (0,0%)    |
| Азијати           | 2 (0,6%)    | 1 (0,2%)    |
| Хиспаноамериканци | 4 (1,3%)    | 8 (1,8%)    |
| Укупно            | 318         | 436         |